# قازان باتان
قازان‌باتان(به ترکی آذربایجانی: Qazanbatan، تا ۱۹۹۲ اوترادنویه Otradnoye) یک منطقه مسکونی در جمهوری آذربایجان است که در شهرستان ساعتلی واقع شده‌است. قازان‌باتان ۱۰۷۲ نفر جمعیت دارد.